# AdvFS
AdvFS також відома як Tru64 Unix Advanced File System — файлова система, що розроблялася із середини 1980 по середину 1990-х років компанією Digital Equipment Corporation для Unix-подібної операційної системи OSF/1 (пізніше перейменована в Digital UNIX/Tru64 UNIX).
Особливості:
- журналювання для швидкого відновлення у випадку відмови
- можливість відновлення видалених файлів
- висока продуктивність
- динамічна структура, що дозволяє адміністратору керувати системою «на льоту»
- можливість створення «знімків» файлової системи «на льоту»
- здійснення дефрагментації під час активності користувачів.

AdvFS використовує порівняно передові концепції накопичувального масиву (називають файловим доменом, file domain) і логічної файлової системи (називають файловими наборами, file sets). Файловий домен може складатися із будь-якого числа блочних пристроїв, котрі можуть бути логічними розділами, пристроями LVM або Logical Storage Manager. Файловий набір — це логічна файлова система, що розміщується в одному файловому домені. Адміністратор може додати або видалити розділи із активного файлового домену, за умови, що, у випадку видалення, у файловому домені, що лишився, буде достатньо вільного місця.
Історично AdvFS була спроєктована для іншої операційної системи, а потім портована на DEC OSF/1 інженерами DEC.
23 червня 2008 року початковий код системи був відкритий під ліцензією GPL v2 і опублікований на сайті SourceForge.net. Ліцензія була вибрана для сумістності з ядром Linux.